# Klaus Kroell
Klaus Kroell nació el 24 de abril de 1980 en Öblarn (Austria), es un esquiador que tiene 1 Copa del Mundo en disciplina de Descenso y 6 victorias en la Copa del Mundo de Esquí Alpino (con un total de 24 podios).

## Resultados

### Juegos Olímpicos de Invierno
- 2006 en Turín, Italia
  - Descenso: 22.º
- 2010 en Vancouver, Canadá
  - Descenso: 9.º
- 2014 en Sochi, Rusia
  - Descenso: 22.º

### Campeonatos Mundiales
- 2009 en Val d'Isère, Francia
  - Descenso: 9.º
  - Super Gigante: 10.º
- 2011 en Garmisch-Partenkirchen, Alemania
  - Descenso: 11.º
- 2013 en Schladming, Austria
  - Descenso: 4.º

### Copa del Mundo

#### Clasificaciones de Copa del Mundo
| Temporada | Edad | Pos. General | Eslalon | Esl. Gigante | Super Gig. | Descenso | Combinada |
| --------- | ---- | ------------ | ------- | ------------ | ---------- | -------- | --------- |
| 2002      | 21   | 33           | —       | —            | 24         | 16       | —         |
| 2003      | 22   | 27           | —       | —            | 50         | 10       | —         |
| 2004      | 23   | 29           | —       | —            | —          | 12       | —         |
| 2005      | 24   | 46           | —       | —            | —          | 20       | —         |
| 2006      | 25   | 32           | —       | —            | 25         | 12       | —         |
| 2007      | 26   | 48           | —       | —            | —          | 21       | —         |
| 2008      | 27   | 41           | —       | —            | —          | 8        | —         |
| 2009      | 28   | 12           | —       | —            | 8          | 2        | —         |
| 2010      | 29   | 35           | —       | —            | 25         | 12       | —         |
| 2011      | 30   | 10           | —       | —            | 12         | 3        | —         |
| 2012      | 31   | 7            | —       | —            | 5          | 1        | —         |
| 2013      | 32   | 12           | —       | —            | 14         | 2        | —         |
| 2014      | 33   | 43           | —       | —            | 37         | 17       | —         |
| 2015      | 34   | 64           | —       | —            | —          | 22       | —         |

#### Victorias en la Copa del Mundo (6)
- 6 victorias – (4 de Descenso y 2 de Super Gigante)
- 24 podios – (21 de Descenso y 3 de Super Gigante)

| Temporada | Fecha                | Lugar     | Disciplina    |
| --------- | -------------------- | --------- | ------------- |
| 2009      | 23 de enero de 2009  | Kitzbühel | Super Gigante |
| 2009      | 7 de marzo de 2009   | Kvitfjell | Descenso      |
| 2011      | 15 de enero de 2011  | Wengen    | Descenso      |
| 2012      | 3 de febrero de 2012 | Chamonix  | Descenso      |
| 2012      | 2 de marzo de 2012   | Kvitfjell | Super Gigante |
| 2012      | 3 de marzo de 2012   | Kvitfjell | Descenso      |